# Panasonic Lumix DMC-L1
Die Panasonic Lumix DMC-L1 ist eine digitale Spiegelreflexkamera, die gemäß dem Four-Thirds-Standard konstruiert ist. Ihre Vorstellung erfolgte im Februar 2006, die Markteinführung im September desselben Jahres.
Die Lumix DMC-L1 basiert technisch auf der Olympus E-330, welche die weltweit erste digitale Spiegelreflexkamera (DSLR) auf dem Markt war, die eine Nutzung von Wechselobjektiven erlaubt und dabei eine kontinuierliche Live-View-Anzeige auf dem rückwärtigen Kameradisplay bietet. Durch die Kooperation der Panasonic Corporation mit Leica wurde die DMC-L1 auch von Leica als Leica Digilux 3 angeboten, die sich im Wesentlichen durch eine andere Farbgebung des Gehäuses und durch die veränderte Kamerasoftware unterscheidet.
Im Gegensatz zur Olympus E-330, die Live-View im Modus A auch über einen sekundären Sensor im Through-the-lens-Sucher realisieren kann, bietet die Panasonic Lumix DMC-L1 Live-View ausschließlich mit Hilfe des primären Sensors, indem der Spiegel seitlich weggeklappt wird (entspricht Modus B bei der Olympus E-330). Der optische Sucher ist als kompakter Porro-Spiegelsucher ausgeführt.
Der Bildsensor im Four-Thirds-Format (17,3 × 13,0 Millimeter) liefert netto rund 7,5 Millionen Pixel. Die verwendete MOS-Technik soll gegenüber CCD-Sensoren mit weniger Energie und einfacherer interner Ansteuerungs-Elektronik auskommen, was für eine vergrößerte lichtempfindliche Fläche pro Sensorelement und damit für ein günstigeres Rauschverhalten sorgen soll.

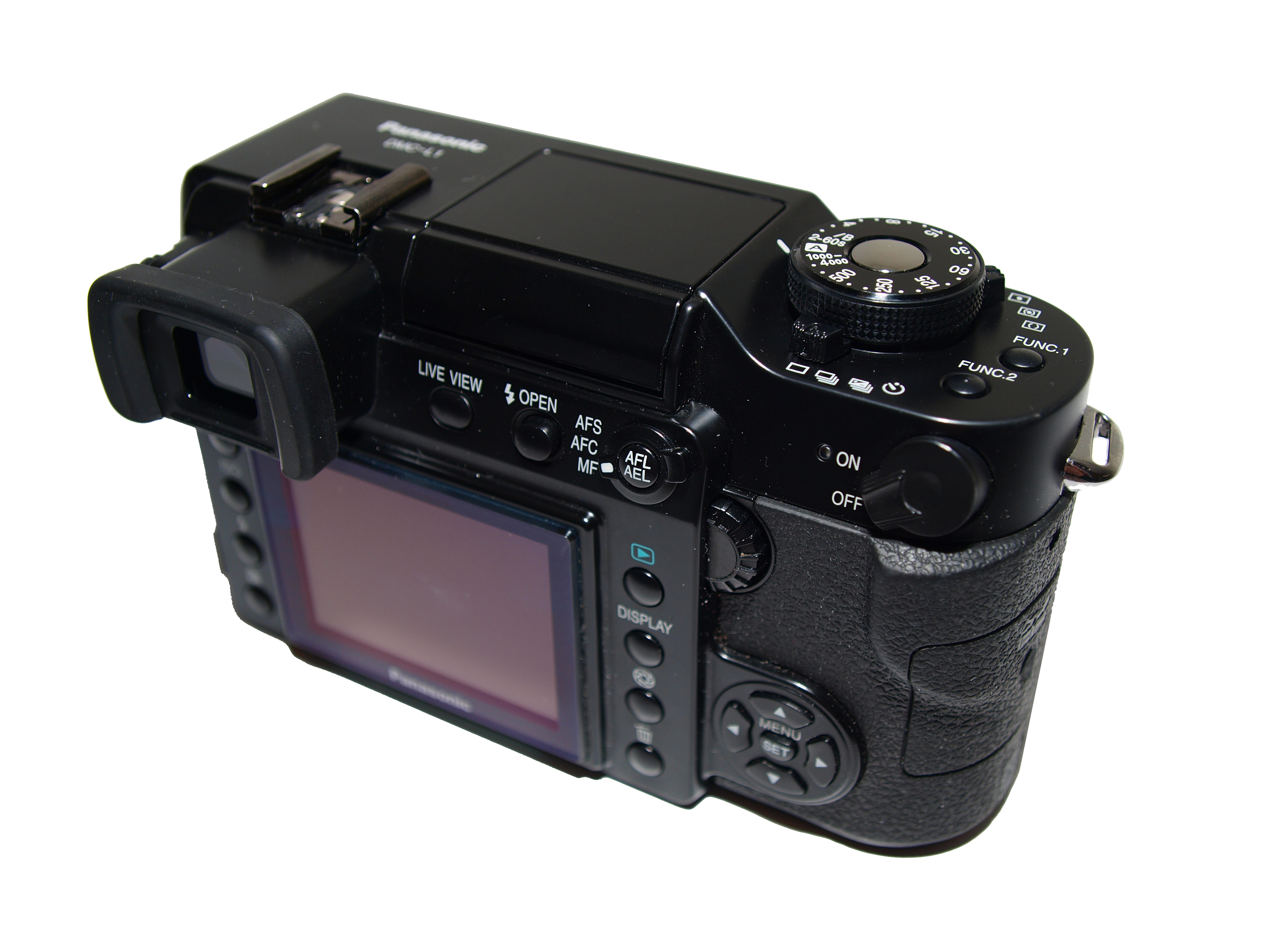
Lumix DMC-L1, Rückseite